# Évangéliaire pourpre
L'Évangéliaire pourpre, ou Évangéliaire pourpre du chapitre Saint-Goëry en forme longue, est un manuscrit contenant l'Évangile selon Marc dans sa totalité. Bien que son auteur ne soit pas connu, le manuscrit est rédigé au IXe siècle, puis conservé par le chapitre de la collégiale de Saint-Goëry jusqu'à la Révolution française. L'évangile est écrit sur du vélin pourpré, en lettres d'or et d'argent. L'ensemble des feuillets est protégé par une reliure faite au XVe siècle de chèvre brune et dont le plat supérieur est fait d'ivoire gothique, de métal doré et argenté et de gemmes. Deux miniatures faites XVe siècle ont été ajoutées au début du manuscrit : elles représentent saint Marc et saint Goëry. L'Évangéliaire est actuellement conservé à la Bibliothèque multimédia intercommunale d'Épinal et est classé au titre des monuments historiques par l’arrêté en date du 11 janvier 1982.
Malgré ce que sa dénomination courante laisse penser, l'Évangéliaire pourpre n'est pas un évangéliaire. Il s'agit en fait d'une partie d'un recueil d'évangiles : ce n'est donc pas un livre liturgique.

## Description

### Manuscrit duIXesiècle
Le manuscrit se compose de 31 feuillets, dont 27 datent du IXe siècle et contiennent l'Évangile selon saint Marc. Deux autres feuillets portent deux miniatures du XVe siècle. Les 27 feuillets de parchemin présentent tous en leur centre un rectangle pourpré mesurant 195 × 145 mm encadré de deux millimètres d'or et suivi de marges blanches. L'intérieur du rectangle est découpé en 27 lignes, justifiées, réglées à la pointe sèche et fine (180 × 125 mm) et écrites à l'encre d'or. Les concordances des quatre évangiles sont écrites en argent, lequel s'est fortement oxydé avec le temps. L'écriture est en minuscule caroline.

### Reliure duXVesiècle

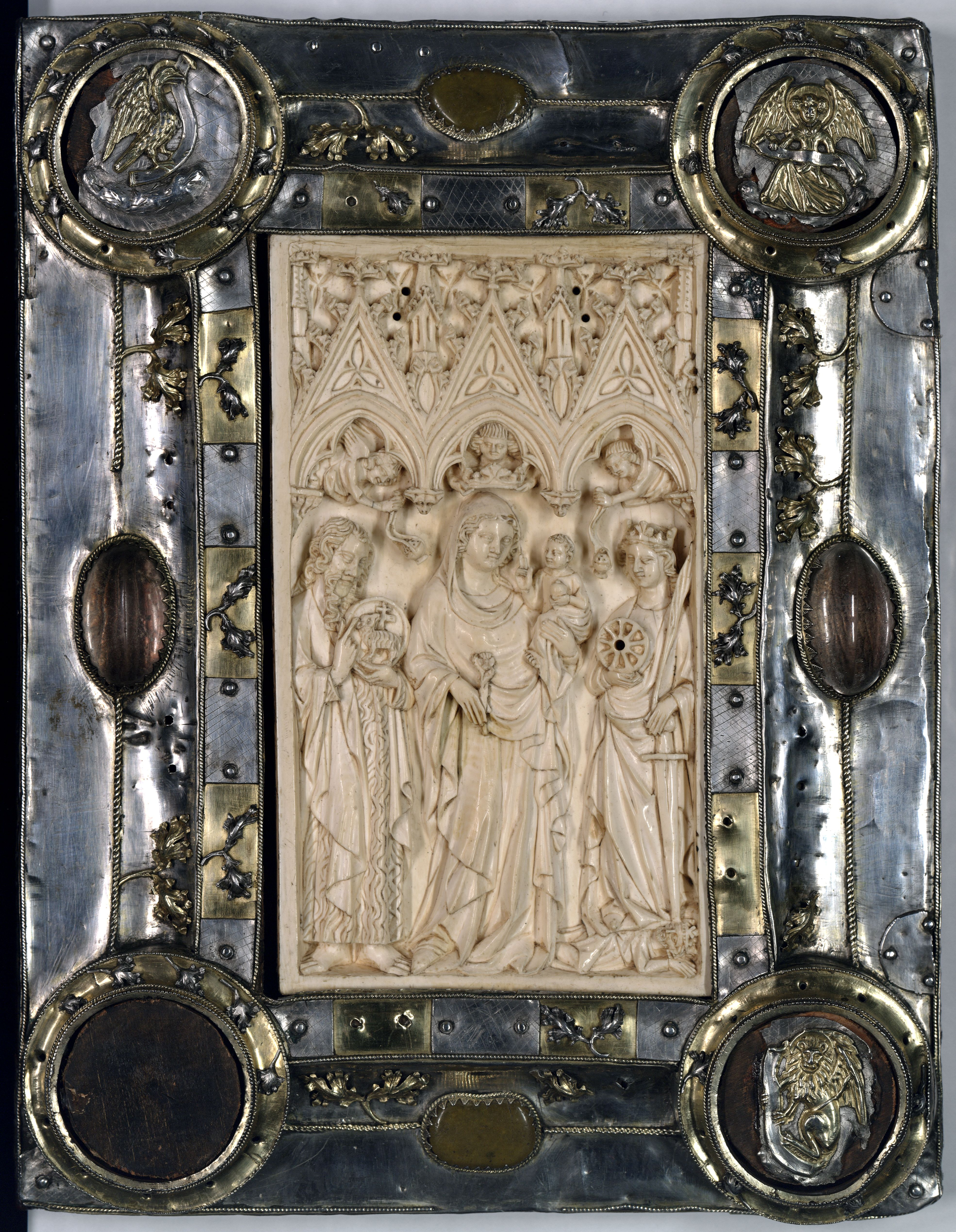
Plat supérieur de la reliure de lÉvangéliaire pourpre.

Le plat supérieur de la reliure se compose d'un cadre en vermeil. Ce dernier porte quatre cabochons : deux ambres en haut et en bas du cadre, et deux cristaux de roche à gauche et à droite. Aux coins, se trouvent quatre reliquaires, fermés par les symboles des évangélistes. Ainsi, l'aigle de Jean se trouve au coin supérieur gauche, l'homme ailé ou l'ange de Matthieu, au coin supérieur droite et le lion de Marc au coin inférieur droite. Le symbole du taureau, qui représente Luc, manque. Au centre, encadrant la plaque d'ivoire ont été placées des plaques de métal alternativement recouvertes d'or et d'argent. Des incrustations d'argent de fleurs décorent les plaques d'or, tandis que le second encadrement montre des rinceaux dorés sur une plaque argentée.
La plaque d'ivoire est enchâssée au centre du cadre. Elle est issue d'un éléphant, date du premier quart du XIVe siècle, et provient de Paris. En réalité, la plaque est un feuillet de diptyque comme en témoignent les deux cavités utiles aux charnières. La Vierge portant l'enfant Jésus est représentée au centre, couronnée et encensée par trois anges. À sa gauche se trouve sainte Catherine d'Alexandrie, reconnaissable grâce à sa couronne ou bien la roue dentelée qu'elle porte dans sa main. À ses pieds, son épée pointe sur la tête de l'empereur Maximin II, empereur au moment de sa persécution. Sainte Catherine d'Alexandrie est souvent associée à saint Marc car tous deux ont été martyrisés à Alexandrie, ce qui peut expliquer sa présence. Et à la droite de la Vierge se trouve saint Jean-Baptiste. Les trois personnages sont placés sous trois arcades en ogive.

Le reste de la reliure est fait de chèvre brune sur des ais de bois avec des fermoirs en argent.  

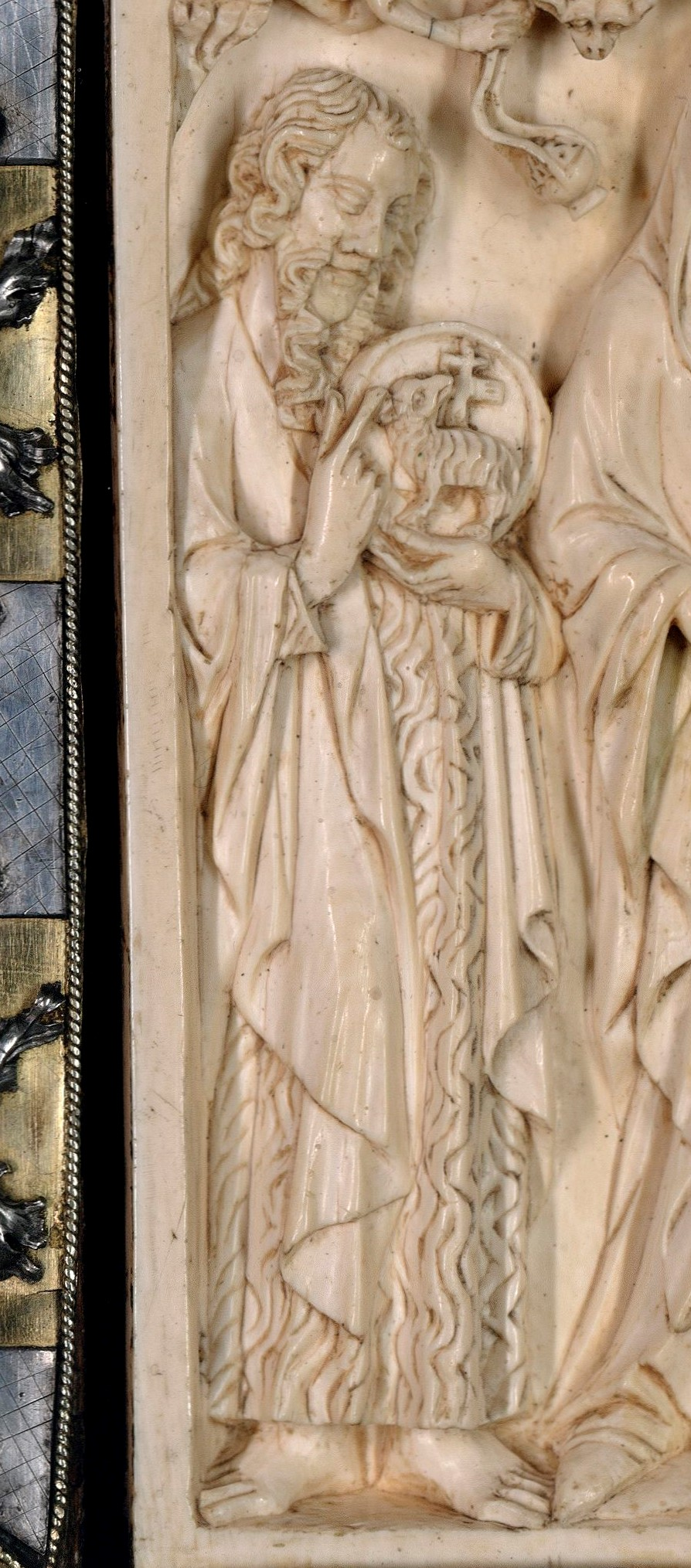
Saint Jean-Baptiste
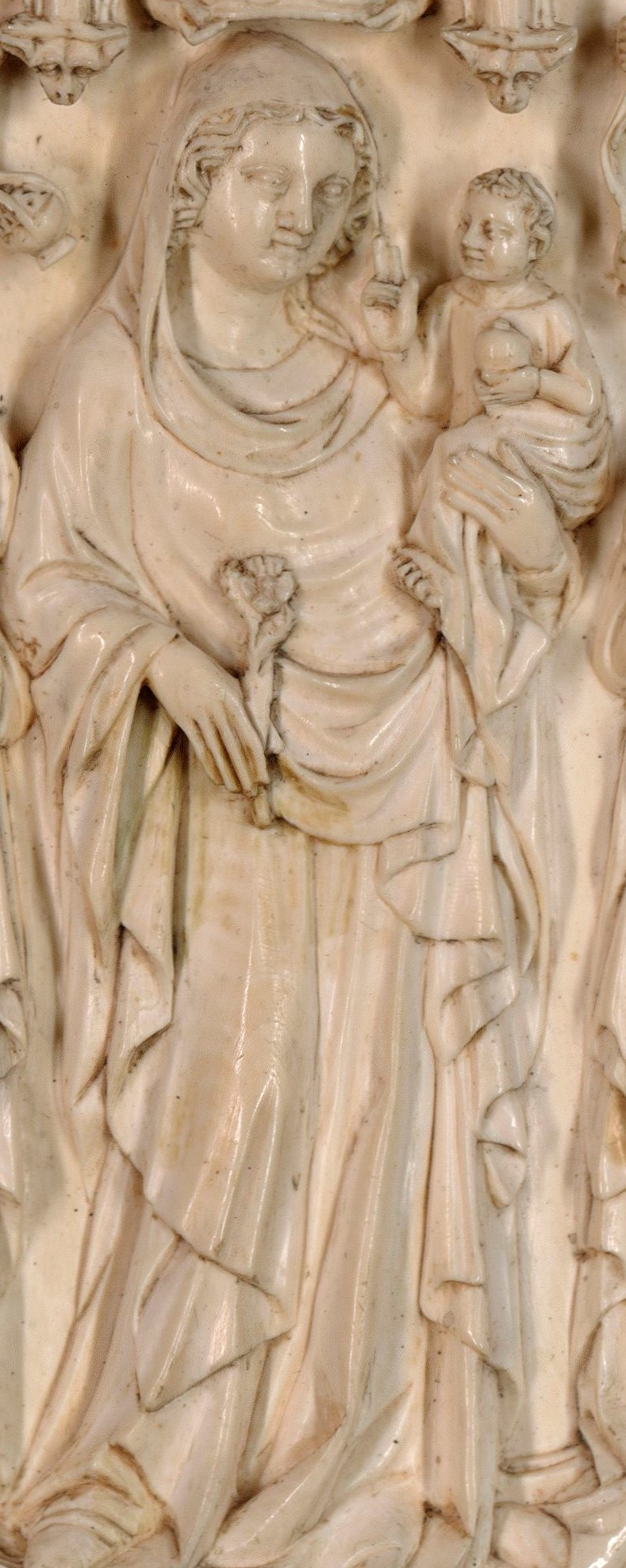
la Vierge et l'Enfant
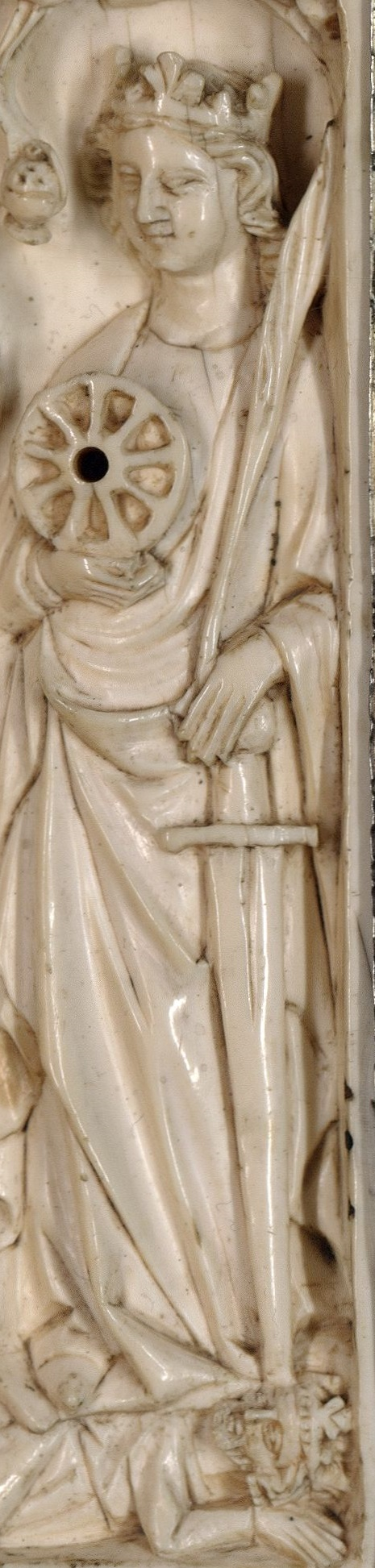
Sainte Catherine d'Alexandrie

### Miniatures duXVesiècle

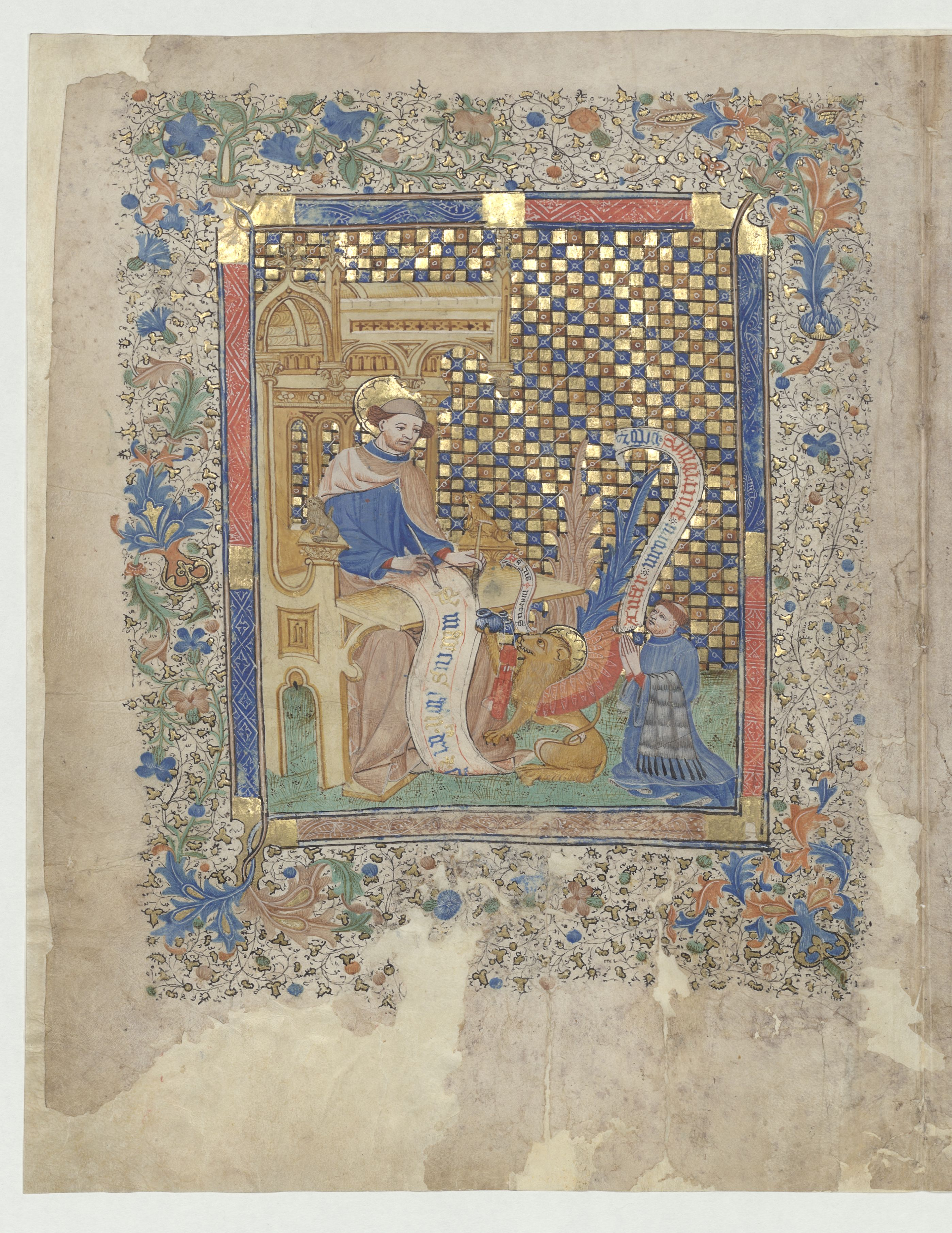
Miniature de saint Marc

Les deux feuillets des miniatures sont d'un format bien plus petit que le reste du manuscrit. Ils se situent au début du volume et sont le fruit d'un ajout postérieur à la création du manuscrit. Ils portent deux miniatures pleine page du XVe siècle entourées de décors d'arabesques et de feuillages faits de couleurs et d'or.  

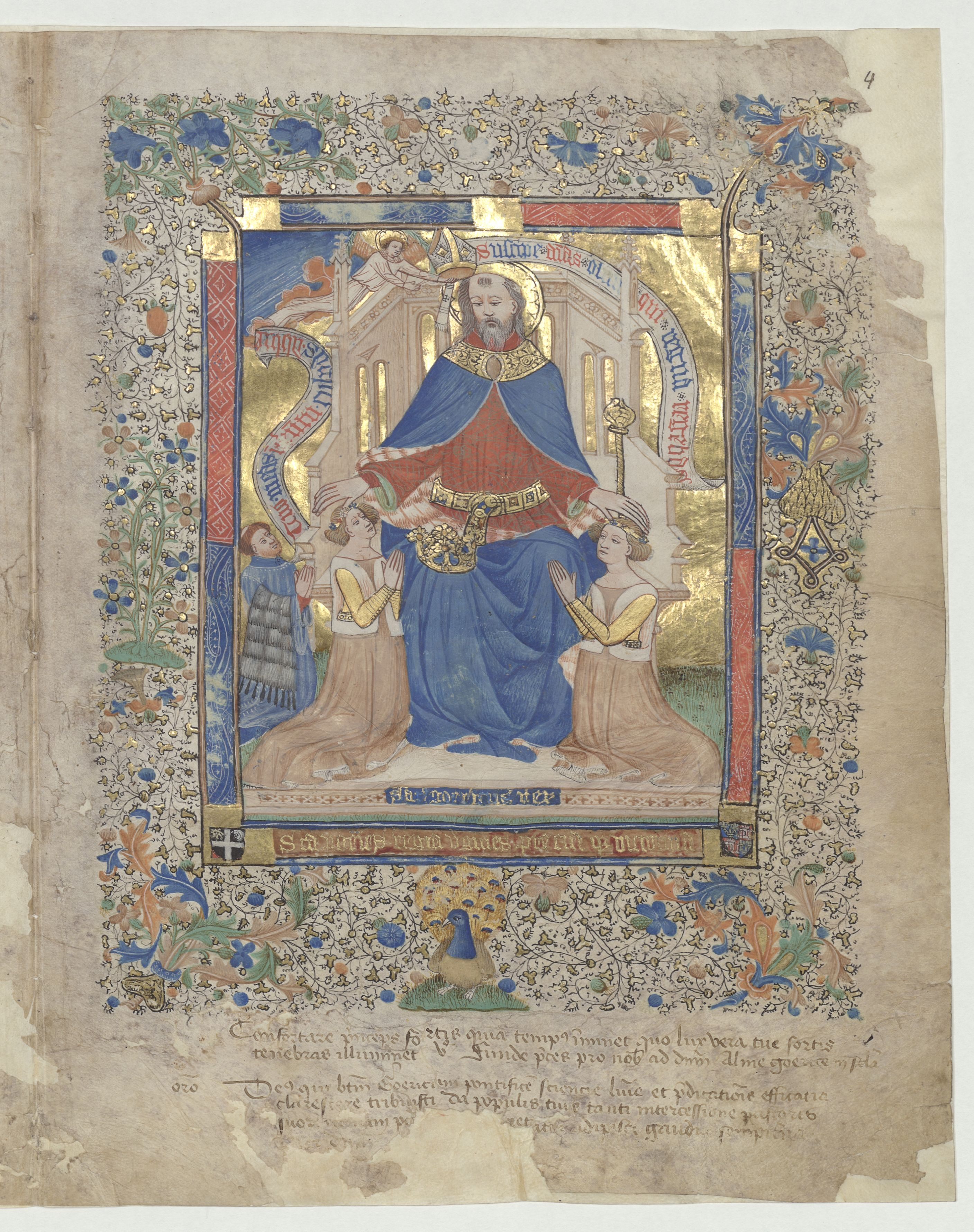
Miniature de saint Goëry

Le premier feuillet montre saint Marc en train d'écrire son évangile alors que le lion lui présente un encrier. À ses pieds se trouve un chanoine habillé en bleu, priant et portant une aumusse à son bras.
Le second feuillet représente saint Goëry, patron du chapitre d'Épinal, et ses deux filles spirituelles, sainte Victorine et sainte Précie. Il reçoit d'un ange la mitre sur sa tête nimbée d'or. Il porte un costume laïc ainsi qu'une ceinture d’orfèvrerie. Le chanoine priant et portant l'aumusse est encore présent. Au coin inférieur gauche, on peut voir les armoiries du chapitre de Saint-Goëry : une croix d'argent dont les deux coins supérieurs sont remplis par un soleil et d'un croissant. Au coin inférieur droit de la miniature se trouve un écu écartelé de France et d'Épinal qui indique ainsi que les peintures ont été réalisées entre 1444 et 1466 lorsque Épinal était sous la protection du roi de France.

## Historique

### Création du manuscrit auIXesiècle
Peu de choses sont sues à propos du rédacteur de ce document. Une tradition veut que ce manuscrit ait été offert par Brunon, évêque de Toul et futur Léon IX, aux chanoinesses du chapitre de Saint-Goëry alors qu'il était de passage à Épinal dans le but de consacrer une église vers 1049. Cela ne reste toutefois qu'une hypothèse. Quoi qu'il en soit, l'Évangéliaire pourpre est détenu par les Dames chanoinesses du chapitre de Saint-Goëry.
Il revêt plusieurs fonctions : une fonction d'apparat, par le luxe de l'écriture, puis plus tard de sa reliure ; une fonction religieuse, par la nature même du texte évangélique ; et une fonction juridique car les serments se prêtaient sur l'évangile et les reliques.
Saint Goëry fut l'évêque de Metz de 629 à 647, mais son corps (tête exceptée) furent transportées jusqu'à Épinal par Thierry Ier qui édifia le monastère d'Épinal. Il devient très rapidement le saint intercesseur à Épinal dans le cas de mal des ardents. Il est le patron de la ville, avec saint Maurice, et du chapitre qui porte son nom.

### Ajout de la reliure au coursXVesiècle
Puisque les deux miniatures font partie du manuscrit malgré la date de création plus récente, il est vraisemblable de croire que la reliure de l'ensemble du document ne peut dater qu'après 1444. Il est également possible que la reliure et les deux miniatures aient été ajoutées en même temps,. Cela ne reste qu'une hypothèse.
La plaque d'ivoire est en réalité la seconde partie d'un diptyque. Le réemploi d'ivoire au Moyen Âge tardif est une pratique courante. Danielle Gaborit-Chopin estime que le deuxième pendant de ce diptyque est probablement une Crucifixion.

### Les deux miniatures duXVesiècle

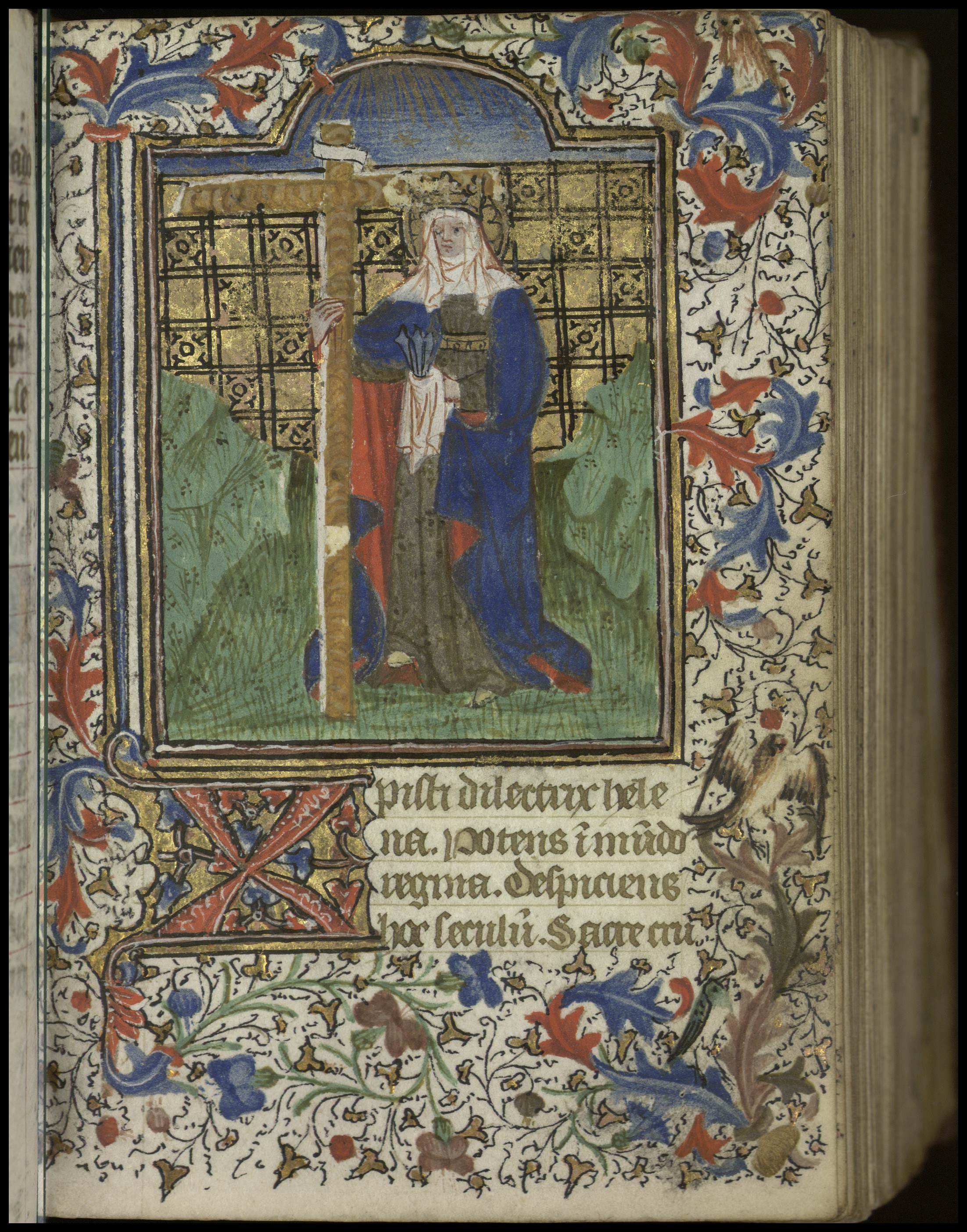
Sainte Hélène représentée dans le livre d'heures de Jean de Vy (f. 29). Miniature attribuée au Maître de Saint-Goëry.

Les deux miniatures au début du manuscrit seraient l’œuvre du Maître de Saint-Goery, appelé ainsi d'après les feuillets trouvés dans l'Évangéliaire pourpre. Il est également le peintre d'autres miniatures dans des livres d'heures de Metz et Toul. Les seules informations qui sont apportées sur cet artiste proviennent uniquement de l'analyse des œuvres qu'on lui attribue. Pierre-Édouard Wagner dit ainsi qu'il « semble développer un goût extrême pour la représentation de grasses prairies ».
Le chanoine habillé en bleu serait le commanditaire des deux miniatures, et il s'agit sans doute d'un chanoine du chapitre d'Épinal. Les deux filles spirituelles de saint Goëry, Précie et Victorine, n'ont pas été représentées nimbées d'or (malgré leur sainteté) et elles ne portent pas l'habit monastique. Ces éléments font dire à Gaston Save qu'elles symbolisent l'ensemble de la communauté des chanoinesses du chapitre d'Épinal, placée sous la protection du saint.

### Après la Révolution française
Au moment de la Révolution française, le manuscrit avait été confié à Mme de Ludres, l'une des dernières chanoinesses du chapitre. En 1841, le marquis de cette même famille fait don de l'Évangéliaire pourpre à la bibliothèque d'Épinal. Trois ans plus tard, en 1844, les quatre reliquaires sont ouverts par le bibliothécaire de la ville, le directeur du musée ainsi qu'un avocat venu de Paris et cet acte fait l'objet d'un procès-verbal.

#### 1844: ouverture des reliquaires
Dans les reliquaires de Matthieu, Marc et Jean sont retrouvés des sachets de différentes couleurs accompagnés d'une légende particulière à chaque sachet. Pour Matthieu et Marc, les godets s'ouvrent sur une légende générale supplémentaire qui résume le contenu. En somme, les sachets contiennent principalement des ossements (surtout des côtes) de différents saints, comme « saint Denys », « saint Antoine », ou bien encore « saint Maurice » ; ou des bouts de vêtements ayant appartenu aussi à des saints : on retrouve par exemple, « saint Bernard » et « saint Pierre du Luxembourg ». Mais c'est dans le reliquaire de Jean que va être trouvé un petit sachet « de soie vert-tendre » entouré de l'inscription suivante : « De vestimentis Dn̅i̅ », « des vêtements du Seigneur » en français. Le tissu étant très fragile et en mauvais état, les hommes qui ouvrent le reliquaire décide de le mettre sous verre.
Seul le godet de Luc, celui dont il manque le symbole, ne contient pas de sachet : les hommes retrouvent un agnus dei en cire autour duquel avait été enroulée une légende écrite en latin « Agnus Consecratus Romæ per Papam..... indubitatum ». Un mot est illisible.

#### 1937: première restauration
À l'occasion de l'exposition « Chefs-d'œuvre de l'art français » de 1937 tenue au palais national des arts à Paris, le manuscrit a été restauré. Certaines lacunes du cuir ancien ont été comblées par du cuir de basane. De la mousseline de soie a servi à restaurer de nombreux encadrements de feuillets. Les deux feuillets comprenant les miniatures ont été doublées à l'aide de parchemin.

#### 2011: deuxième restauration
En 2011, la reliure et le manuscrit ont été restaurés. L'atelier de restauration de la BnF était chargé, entre autres, de retirer une grande majorité des précédentes restaurations, de restaurer les feuillets les plus abîmés à l'aide d'un parchemin similaire à l'original, et de poser des pièces de cuir de chèvre. L'ivoire a été nettoyé en même temps qu'étudié et analysé. Certaines parties du métal ont été consolidées et le tout a été nettoyé afin de rendre lisible les couleurs dorée et argentée.
C'est également en 2011 que l'Évangéliaire pourpre a été numérisé, puis en 2021, numérisé en 3D.